# Чихладзе Гія Джемалович
Гія Джемалович Чихладзе (нар. 9 травня 1986) —  український борець вільного стилю, бронзовий призер чемпіонату Європи, бронзовий призер Кубку Європи з вільної боротьби.

## Біографія
Боротьбою займається з 1994 року. Виступає за Дніпровський спортивний клуб «Ведмідь», а також Дніпропетровську обласну школу вищої спортивної майстерності, у якій він навчається. З 2013 навчається у Дніпропетровському державному інституті фізичної культури і спорту.

## Спортивні результати на міжнародних змаганнях

### Виступи на Чемпіонатах світу
| Змагання                        | Збірна  | Вагова категорія          | Місце |
| ------------------------------- | ------- | ------------------------- | ----- |
| Чемпіонат світу з боротьби 2013 | Україна | вільна боротьба, до 74 кг | 16    |

### Виступи на Чемпіонатах Європи
| Змагання                         | Збірна  | Вагова категорія          | Місце  |
| -------------------------------- | ------- | ------------------------- | ------ |
| Чемпіонат Європи з боротьби 2013 | Україна | вільна боротьба, до 74 кг | Бронза |
| Чемпіонат Європи з боротьби 2016 | Україна | вільна боротьба, до 74 кг | 8      |

На чемпіонаті Європи 2013 року в 1/8 фіналу Гія Чихладзе переміг німця Джоржа Харта, у чвертьфіналі подолав білоруса Алі Шабанова. Але в півфіналі в третьому періоді поступився володареві бронзових нагород двох континентальних першостей, чемпіонату світу та лондонської Олімпіади угорцю Габору Хатошу. У малому фіналі Гія Чихладзе переміг серба Ефендева Заура та здобув бронзу чемпіонату Європи з вільної боротьби. За це досягнення Гії та його тренеру Джімшері Гурчіані було призначено стипендії Президента України.

### Виступи на Кубках світу
| Змагання                    | Збірна  | Вагова категорія          | Місце |
| --------------------------- | ------- | ------------------------- | ----- |
| Кубок світу з боротьби 2014 | Україна | вільна боротьба, до 74 кг | 4     |

### Виступи на інших змаганнях
| Змагання                                                      | Збірна  | Вагова категорія          | Місце  |
| ------------------------------------------------------------- | ------- | ------------------------- | ------ |
| Золотий Гран-прі з боротьби 2010 (Тбілісі)                    | Україна | вільна боротьба, до 74 кг | Бронза |
| Золотий Гран-прі з боротьби 2010 (Баку)                       | Україна | вільна боротьба, до 74 кг | 10     |
| Київський Міжнародний турнір з боротьби 2012                  | Україна | вільна боротьба, до 74 кг | 21     |
| Олімпійський кваліфікаційний турнір з боротьби 2012 (Тайюань) | Україна | вільна боротьба, до 74 кг | 7      |
| Турнір Чорного моря 2012                                      | Україна | вільна боротьба, до 74 кг | Бронза |
| Київський Міжнародний турнір з боротьби 2013                  | Україна | вільна боротьба, до 74 кг | Бронза |
| Турнір Чорного моря 2013                                      | Україна | вільна боротьба, до 84 кг | 5      |
| Меморіал Вацлава Циолковського 2013                           | Україна | вільна боротьба, до 74 кг | 13     |
| Кубок Тахті 2014                                              | Україна | вільна боротьба, до 74 кг | 18     |
| Турнір Степана Саргісяна 2014                                 | Україна | вільна боротьба, до 74 кг | Бронза |
| Турнір Олександра Медведя 2015                                | Україна | вільна боротьба, до 74 кг | 32     |
| Кубок Тахті 2016                                              | Україна | вільна боротьба, до 74 кг | Срібло |
| Київський Міжнародний турнір з боротьби 2016                  | Україна | вільна боротьба, до 74 кг | Бронза |
| Олімпійський кваліфікаційний турнір з боротьби 2016 (Стамбул) | Україна | вільна боротьба, до 74 кг | 16     |